# Biko Botowamungu

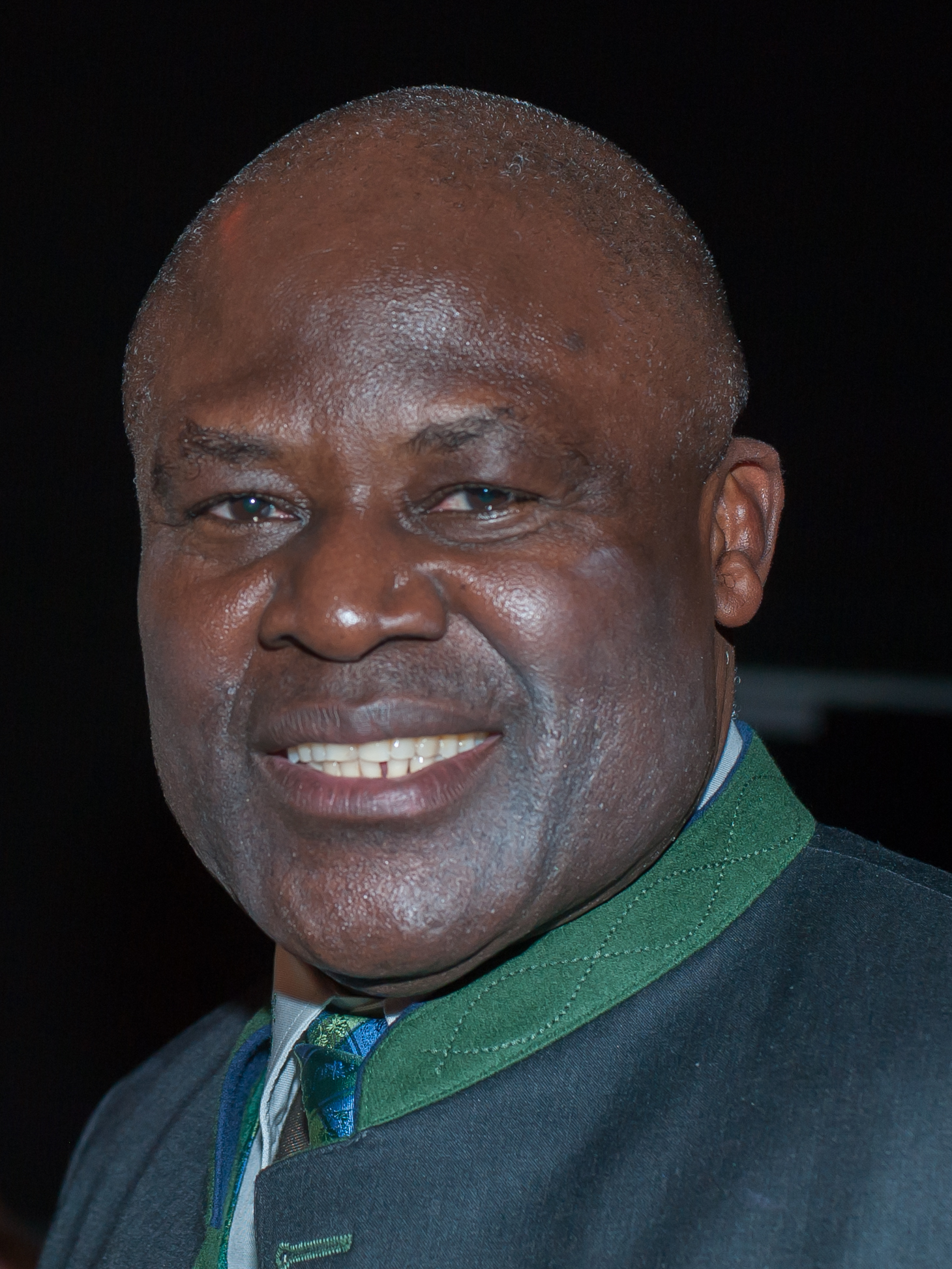
Biko Botowamungu 2014

Ikomoniya „Biko“ Botowamungu (* 22. Januar 1957 in Kisangani, Belgisch-Kongo (seit 1997: Demokratische Republik Kongo)) ist ein österreichischer Ringer und Boxer. Er qualifizierte sich als Ringer für die Olympischen Sommerspiele 1976 und startete als Boxer für Österreich bei den Olympischen Sommerspielen 1988.

## Anfänge als Ringer und Wrestler
Die Faszination für den Boxsport hatte Biko laut eigener Aussage schon durch den Rumble in the Jungle zwischen George Foreman und Muhammad Ali gepackt, dem er als 17-Jähriger live in seiner Heimat beigewohnt hatte. Doch zunächst versuchte er sich als Ringer und konnte sich auf dem afrikanischen Kontinent für die 21. Olympischen Sommerspiele 1976 in Montreal qualifizieren.
16 afrikanische Länder boykottierten die Spiele jedoch, da Neuseeland zuvor den internationalen Sportbann gegen den Apartheid-Staat Südafrika gebrochen hatte, indem es gegen die dortige Rugby-Nationalmannschaft gespielt hatte. Zu diesen 16 Staaten gehörte auch Zaire, weshalb Botowamungu ein Olympiaauftritt verwehrt blieb.
Botowamungu reiste anschließend als Ringer in die USA, nach Deutschland und 1978 nach Österreich, wo er von Georg „Schurl“ Blemenschütz als Wrestler „Dr. Biko“ auf den Wiener Heumarkt geholt wurde. In Wien lernte er auch seine spätere Ehefrau kennen und wurde österreichischer Staatsbürger.

## Amateurkarriere als Boxer

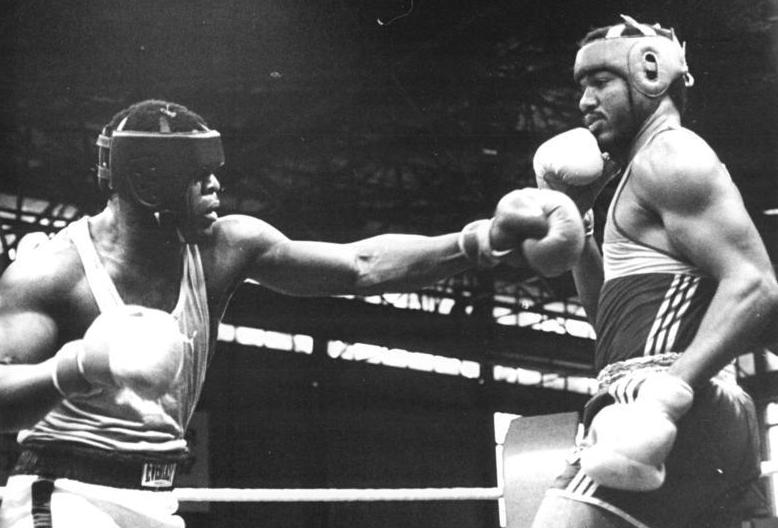
Biko Botowamungu (links) im Kampf gegen Jorge Luis González beim Chemiepokal 1987.

Als er eines Tages seine Schuhe reparieren lassen wollte, ging er zum Schuster Josef Kovarik, der nebenbei als Boxtrainer für den Wiener Boxclub Schwarz-Weiß tätig war. Dieser brachte Biko zum Boxen und baute ihn langsam auf. Biko war mit 1,90 m Körpergröße und durchschnittlich 114 kg Kampfgewicht eine imposante Erscheinung mit beeindruckender Schlagkraft. 
Bereits 1983 wurde er Österreichischer Meister im Schwergewicht sowie von 1984 bis 1989 und 1992 Österreichischer Meister im Superschwergewicht. Mit acht nationalen Meistertiteln teilt er sich zusammen mit Konrad König (ebenfalls acht Titel) den vierten Platz in der Liste der national erfolgreichsten Amateurboxer. Nur Konrads Vater Rupert König mit neun Meistertiteln, der Vorarlberger Jürgen König mit elf Titeln und der Tiroler Manfred Dimter mit 14 Titeln übertrafen diese Leistung.
Bei der Europameisterschaft 1985 in Budapest unterlag Biko im ersten Kampf dem mehrfachen Italienischen Meister Biagio Chianese. Bei der Europameisterschaft 1987 in Turin verlor er im Viertelfinale gegen den Bulgaren Petar Stoimenow. 
Bei der Olympiaqualifikation 1988 im deutschen Karlsruhe unterlag er im ersten Kampf nach Punkten gegen den Jugoslawen Aziz Salihu, konnte sich jedoch durch anschließende Siege gegen István Szikora aus Ungarn und Peter Hrivňák aus Tschechien noch qualifizieren.
So nahm er im Alter von 31 Jahren im Superschwergewicht an den 24. Olympischen Sommerspielen 1988 in Seoul teil. Dort hatte er jedoch Pech bei der Auslosung und traf bereits im ersten Kampf auf den US-amerikanischen Top-Favoriten Riddick Bowe. Auf Botowamungu lastete ein, wie er später aussagte, enormer Druck, da die heimischen Medien ihn bereits als Anwärter auf die Goldmedaille präsentierten und selbst Arnold Schwarzenegger als Zuschauer angereist war. 
Im Kampf selbst ließ er sich laut eigener Aussage von der enormen Standhaftigkeit von Bowe aus dem Konzept bringen. Er kämpfte mit typischen Ringerbewegungen und kräftigen linken Haken, die jedoch mehrmals mit der Innenhand beim Amerikaner landeten und daher nicht als Treffer gezählt wurden. In der zweiten Runde erhielt Biko schließlich aufgrund eines erneuten Innenhand-Treffers einen Punktabzug. Als der Ringrichter den Kampf wieder freigab, war Biko noch nicht kampfbereit und wurde durch eine Rechte, gefolgt von einer Linken des Amerikaners K. o. geschlagen.
Anschließend trat er noch bei der Europameisterschaft 1989 in Athen an, wo er im Viertelfinale dem Deutschen Ulli Kaden unterlag.
Weitere internationale Turnierergebnisse (Auswahl)
- September 1984: 1. Platz beim Volksstimme Tournament in Österreich
- November 1984: 2. Platz beim 5. Copenhagen Cup in Dänemark
- November 1985: 2. Platz beim 6. Copenhagen Cup in Dänemark
- März 1987: 2. Platz beim 16. Chemiepokal in Deutschland
- April 1987: 2. Platz beim 7. Trofeo Italia in Italien
- Januar 1988: 2. Platz beim Stockholm Box Open in Schweden
- April 1988: 2. Platz beim 8. Trofeo Italia in Italien
- Juni 1988: 1. Platz beim 14. Acropolis Cup in Griechenland

## Profikarriere
1992 startete er seine Karriere als Profiboxer und ging dafür in die USA, wo er von Don King unter Vertrag genommen und u. a. von Emanuel Steward trainiert wurde. 
Ihm blieb zwar der internationale Durchbruch verwehrt, doch erhielt er finanziell lukrative Kämpfe u. a. gegen Chris Byrd, Willi Fischer, Corrie Sanders, Wladimir Klitschko, Timo Hoffmann, Lamon Brewster, Albert Sosnowski, Luan Krasniqi und Przemysław Saleta. Zudem war er Sparringspartner von Mike Tyson und Oliver McCall. 
Er beendete seine Profikarriere im Juni 2004 mit 10 Siegen (alle durch K. o.), 16 Niederlagen und einem Unentschieden. Insgesamt bestritt er 126 Boxkämpfe u. a. in Österreich, Ungarn, USA, Deutschland, Polen, Großbritannien, Italien, Südkorea und Griechenland.

## Neben dem Boxen
Biko Botowamungu hat sieben Kinder von zwei Frauen und lebt in Wien, wo er seit dem Jahr 2000 als Baptistenprediger tätig ist. Während seiner Boxkarriere war er rund 16 Jahre beruflich als Sicherheitsangestellter für die UN in Wien tätig und war dort u. a. Personenschützer von Giovanni Falcone.

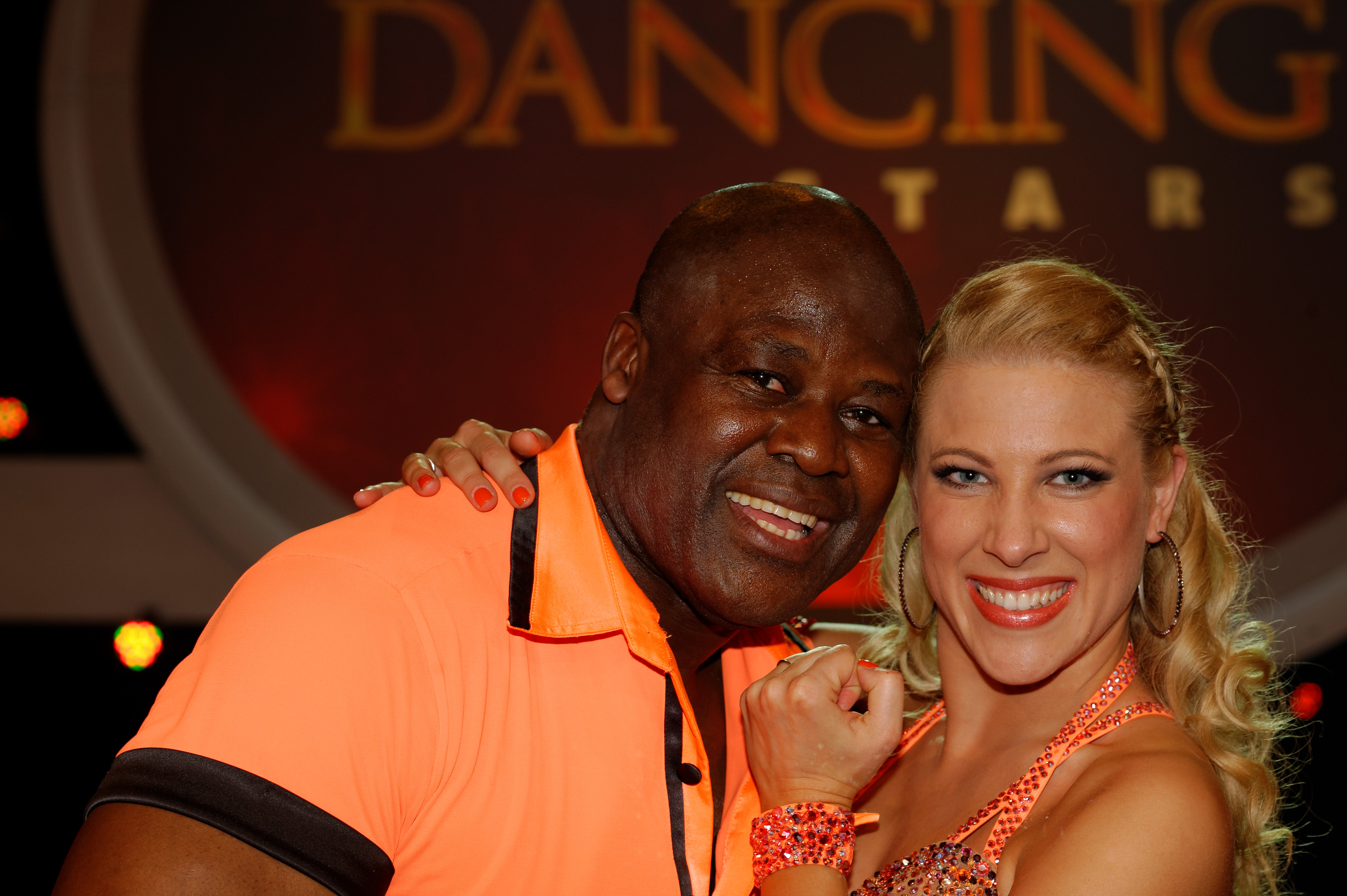
Biko Botowamungu mit Tanzpartnerin Maria Jahn 2013

Zudem hatte er einen Auftritt im Musikvideo zu „The Boxer“ der Band Rockip, stand mit Boxerkollegen wie Edip Sekowitsch für den Song Boxing Night der Band Misfit vor dem Mikro und spielte 1990 in einer Folge der Tatort-Reihe mit.
2013 nahm Biko Botowamungu zusammen mit der Profitänzerin Maria Jahn an der 8. Staffel der ORF-Tanzshow Dancing Stars teil und erreichte den sechsten Platz.
Ebenfalls im Jahr 2013 arbeitete Biko Botowamungu als Sportlehrer in der Ganztagsvolksschule NOVA in Wien. 2024 wurde bekannt gegeben, dass Biko an Demenz erkrankt ist.